# Crematogaster pilosa
Crematogaster pilosa là một loài kiến thuộc họ Formicidae. Đây là loài đặc hữu của Hoa Kỳ.